# ذخیره‌گاه طبیعی یوگانسکی
ذخیره‌گاه طبیعی یوگانسکی (انگلیسی: Yugansky Nature Reserve) یک منطقه حفاظت‌شده طبیعی در ناحیه خودگردان خانتی-مانسی کشور روسیه است.